# جک توایمن
جک توایمن (انگلیسی: Jack Twyman؛ زاده ۲۱ مهٔ ۱۹۳۴ درگذشته ۳۰ مهٔ ۲۰۱۲) یک بازیکن بسکتبال بود.